# Pokłon Trzech Króli (obraz El Greca)
Pokłon Trzech Króli – obraz hiszpańskiego malarza pochodzenia greckiego Dominikosa Theotokopulosa, znanego jako El Greco. Obraz sygnowany: CHEIR DOMENIKOU.
Obraz według kustosza muzeum powstał jeszcze podczas pobytu El Greca na Krecie. Podobnie datuje obraz hiszpański historyk sztuki Fernando Marías. Według niego El Greco przebywając już w Wenecji malował jeszcze obrazy z manierą a la greca, na co było zapotrzebowanie wśród jego klienteli. Marias wskazuje również na jasne tło powstałe metodą sgraffito i na użycie tonowanych odcieni. Artysta zastosował tu metody, których mógł nauczyć się jedynie we Włoszech. Harold E. Wethey datuje obraz w przedziale lat 1550–1575 a jego autorstwo przypisuje mistrzowi Domenikosowi, innemu artyście tworzącemu w tym samym czasie co El Greco

## Opis obrazu
Obraz jest bardzo zniszczony, ale nosi wyraźne cechy ikon, jakie artysta malował na rodzinnej Krecie. Stylem przypomina Świętego Łukasza malującego Marię z Dzieciątkiem. Pierwowzorem dla Adoracji... była grafika nieznanego autora sygnowana inicjałami I.B. Środkowa kompozycja zainspirowana została drzeworytem, który z kolei był inspirowany grafiką Andrei Andreaniego. Fernardo Marías skojarzył kompozycję z wcześniejszymi pracami Andrei Schavione i z jego grafiką pt. Mistyczne zaślubiny Katarzyny oraz z pracami Cornelisa Corta, Battisty Franco i w szczególności z pracą Balaam i anioł autorstwa Dircka Volkertszoona Coonherta wzorowaną na grafice Maartena van Heemskerka.
Obraz w tradycyjny sposób przedstawia scenę z Nowego Testamentu opisaną jedynie w Ewangelii Mateusza. Po prawej stronie widać orszak królewski, w tym dwóch jeźdźców na białym i czarnym koniu. El Greco na wzór Tintoretta maluje zwierzęta od przodu i od tyłu. W centralnej części widać czarnoskórego władcę trzymającego dar i drugiego króla stojącego obok. Po lewej stronie, pod rzymskim portykiem siedzi Święta Rodzina, a u stóp małego Jezusa klęczy trzeci z króli. Obraz utrzymany jest w stylu bizantyjskim z przebijającymi się elementami szkoły weneckiej (wizerunek koni, arkady, portyk).